# Friedrich Adalbert Maximilian Kuhn
Pour les articles homonymes, voir Kuhn.
Friedrich Adalbert Maximilian Kuhn, né le 3 septembre 1842 à Berlin et mort le 13 décembre 1894 à Friedenau, est un botaniste prussien.

## Biographie
Après une scolarité au lycée de Cölln de Berlin, il a étudié les sciences naturelles à l'université de Berlin, en particulier sous la direction d'Alexander Braun.
Encore étudiant à l'université, il participa en 1865 à une expédition scientifique botanique dans les Carpates sous la direction de Paul Ascherson.
En 1867-68, toujours sous la direction d'Alexander Braun, il travailla à la publication des « Reliquiae Mettenianae » à la disparition de Georg Heinrich Mettenius, et se spécialisa dans l'étude des fougères. Il traita les échantillons ramenés par l'expédition en Afrique du baron Karl Klaus von der Decken et en fit le thème de sa dissertation inaugurale de doctorat en 1867 : « Filices Deckenianae ». Le catalogue qu'il dressa des fougères africaines « Filices Africanae » fut le thème principal de sa thèse : ce catalogue critique de tous les cryptogames vasculaires connus en Afrique est resté le travail le plus complet de Kuhn. En décembre 1868, Kuhn a passé l'examen pour le poste d'enseignant supérieur, après avoir travaillé pendant deux ans comme assistant à l'herbier royal de Berlin. Il collabora aussi avec Julius Milde.
À partir de 1870, il enseigna au « Königstädtische Realschule » (actuellement Realgymnasium) en gravissant successivement les différents grades d'enseignant. En plus de son travail d'enseignant, Kuhn a également exploité différents herbiers, en particulier les collections de fougères de régions tropicales, comme celle collectée par Friedrich Carl Naumann lors du voyage de la « Gazelle » de juin 1874 à avril 1876.
Des problèmes circulatoires et cardio-vasculaires l'ont emporté, après une amputation de la jambe droite, à 52 ans.

## Publications
- Filices Deckenianae. Lipsiae : Typis Breitkop & Haertelii, 1867, 26 p. (en latin) (document numérisé)
- Reliquiae Mettenianae, s. filices quaedam novae ex variis orbis terrarum partibus collectae post mortem auctoris editae. Berlin : August Garcke, volume 35, 1867/1868: 385–394 et volume 36, 1869/1870 : p. 41–169 (document partiellement numérisé).
- Filices Africanae. Leipzig : W. Engelmann, 1868, 233 p., 1 planche. (en latin) (document numérisé par Google sur Archive.org)
- Beitrage zur Mexicanischem Farnflora. dans Abhandlungen der Naturforschenden Gesellschaft zu Halle, Halle : Schmidt, 1869, Volume 11, p. 25 -47
- Filices Novarum Hebridarum. Vienne : Verhandlungen der kaiserlich-königlichen zoologisch-botanischen Gesellschaft, 1869, Volume 19, p. 569-580 (18 pp.) (document numérisé)
- Isoëtaceae, Marsiliaceae, Salviniaceae. in Flora Brasiliensis, Munich : Oldenburg, 1884